# Essostruthella nevermanni
Essostruthella nevermanni är en skalbaggsart som beskrevs av Lane 1972. Essostruthella nevermanni ingår i släktet Essostruthella och familjen långhorningar.
Artens utbredningsområde är Costa Rica. Inga underarter finns listade i Catalogue of Life.